# إيليا بيريزن

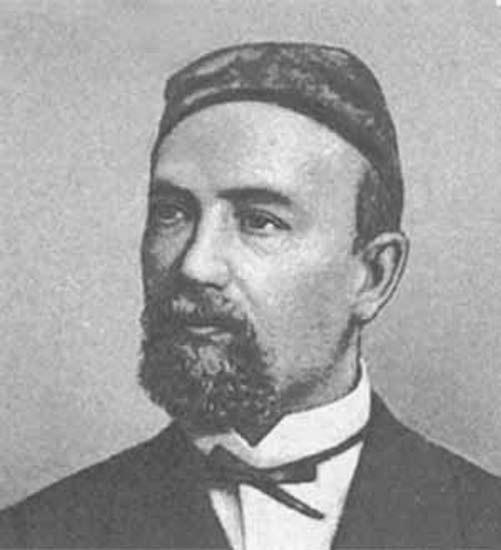
إيليا نيكولايفتش بيريزن

 إيليا نيكولايفتش بيريزن (الروسية: Березин Илья Николаевич) و (بالإنجليزية: Ilya Nekolaevich Berezin) (1896-1818 م). مستشرق روسي تخصص في دراسة فقه اللغة واللهجات الإيرانية، العربية، التركية، ودرس تاريخ المغول مستنداً على كتابات المؤرخ رشيد الدين فضل الله الهمذاني.قام برحلة عبر فيها القوقاز، شمال بلاد فارس، بلاد ما بين النهرين، سوريا، مصر، القسطنطينية، حتى شبه جزيرة القرم.

## السيرة
ولد في بلدة يوغوكامسك في محافظة بيرم في 19 يوليو/تموز 1818. كان والده مسؤولا في حكومة الإمبراطورية الروسية. درس الثانوية في مدرسة مقاطعة ايكاترينبورغ (سفيردلوفسك). وفي الكلية الشرقية في جامعة قازان عام 1834م، وحصل على درجة الماجستير في الأدب الشرقي عام 1841م. تم إرساله من قبل جامعته في رحلة علمية مع زميله في الدراسة (فيلهلم ديتل) بين الاعوام (1842-1845) إلى القوقاز، وبلاد فارس، وبلاد ما بين النهرين، وسوريا، ومصر، والقسطنطينية (مكث فيها سنة واحدة)، وشبه جزيرة القرم. من عام 1846م، أصبح استاذا استثنائياً في اللغة التركية في جامعة قازان، حت تم تعيينه عام 1854م، وفي جامعة سانت بطرسبرغ، حيث تم نقل الكلية الشرقية إليها عام 1855م. وكذلك عمل أميناً لمكتبة العملات المعدنية والميداليات ومراقباً لمطبوعات الكتب الشرقية المطبوعة في قازان بين الأعوام (1849-1855). عمل محرراً لنشرة (مجلة) مقاطعة قازان بين (1852-1854). أصبح عضواً في لجنة دعم وتعزيز المنشورات التعليمية (في سانت بطرسبورغ) بين الأعوام (1860-1863؛ وأمين الصندوق 1861-1862)، ومحرراً للقسم الشرقي من الموسوعة الروسية العظمى في الأعوام (1861-1863)، وعضواً في لجنة إصلاح الجامعات الروسية عام 1863م. من عام 1865م، أصبح المحافظ على العملات الشرقية ومستشاراً للدولة. في عام 1858م، بدأ برحلة نحو أوروبا فزار باريس، ولندن، وألمانيا. ووأصبح عضوا في الجمعية الآسيوية في باريس ولايبزيغ.
كانت اطروحته في الدكتوراه: مخطط الهيكل الداخلي (لأول جوس olūs of Jowšī) عام 1863م، كانت دراسة معدلة عن (الهيكل الداخلي للقبيلة الذهبية Golden Hode) عام 1850م. شارك في المؤتمر الرابع للمستشرقين الذي عقد في فلورنسا عام 1878م.

## وفاته
توفي المستشرق الروسي إيليا نيكولايفتش بيريزن في سانت بطرسبورغ في 22 مارس/آيار 1896م.

## مؤلفاته
له العديد من المؤلفات كتبت باللغة الروسية والفرنسية، ومنها الرحلة التي زار فيها بلاد فارس، والدولة العثمانية، والعراق (هو واحد من عدة رحالة أجانب زاروا بغداد في العهد العثماني)، وسوريا، ومصر وغيرها من المناطق التي مر بها أثناء هذه الرحلة، التي نشرت باللغة الروسية. ومن مؤلفاته:
- نظام اللهحات التركية (قازان 1848).
- بحث في اللهجات الإيرانية (قازان 1853).
- مكتبة المؤرخين الشرقيين (قازان 1849-1854).
- دليل الرحالة في الشرق: حوارات عربية على اساس ثلاث لهجات رئيسية لبلاد ما بين النهرين وسو ريا ومصر. (3 مجلدات 1857، 1862، 1888).
- السفر في الشرق: السفر في داغستان وعبر القوقاز (قازان 1850)، السفر إلى شمال إيران (قازان 1852).
- شارك في إنشاء العديد من المقالات في الموسوعة الروسية العظمى.[5]